# Maria Rosa Ferrer Obiols
Maria Rosa Ferrer i Obiols, també coneguda com a Rosa Ferrer (La Seu d'Urgell, 23 d'abril del 1960-Andorra la Vella, 10 de febrer del 2018) fou una política i advocada andorrana. Ocupà el càrrec de Cònsol Major del Comú d'Andorra la Vella fins a gener de 2015 i el de Ministra de Salut, Afers Socials i Ocupació del Principat d'Andorra fins al 4 de gener del 2016.
Liderà el partit Coalició d'Independents per Andorra la Vella (Cd'I), amb el que va guanyar les Eleccions comunals andorranes de 2011 a la Parròquia d'Andorra la Vella.
L'1 d'abril del 2015 és nomenada Ministra de Relacions Institucionals, Afers Socials i Ocupació del Principat d'Andorra, i el 21 d'abril del 2015 és designada Ministra de Salut, Afers Socials i Ocupació del Principat d'Andorra, passant les Relacions Institucionals als serveis del Cap de Govern.
El 15 de desembre del 2015, presentà a Antoni Martí Petit la seva dimissió irrevocable al front el ministeri, en conseqüència del pacte trencat entre Coalició d'Independents per Andorra la Vella i Demòcrates per Andorra respecte a les Eleccions Comunals de 2015 i pels resultats d'aquestes.

## Biografia
Nascuda a Andorra la Vella, Maria Rosa Ferrer es llicencià en Dret a la Universitat de Barcelona. En l'àmbit jurídic, des del 1979, ha treballat tant en el Servei Públic com a oficial de Justícia del Tribunal de Corts i cap de Servei a Secretaria General de Govern, com en l'àmbit privat en dos bufets del Principat d'Andorra.
A partir del 1983 inicià les seves primeres activitats polítiques, participant en l'equip de Renovació Parroquial. Més tard, esdevé membre d'Entesa i Progrés, i posteriorment, militant de Nova Democràcia. Finalment, l'any 2001 va ser membre fundadora del Partit Socialdemòcrata, del qual n'ha estat Secretària d'Organització i posteriorment responsable de les relacions internacionals prop de la Internacional Socialista (IS) i del Partit Socialista Europeu (PSE).
La seva trajectòria política ha estat sempre vinculada a la política nacional, que l'ha dut a ocupar des del 1994 i en diverses ocasions, un escó en el Consell General: entre 1994 i 1997 va ser Secretària de Sindicatura i representant de les dones parlamentàries a la Unió Interparlamentària (UIP); entre 1998 i 2001 fou presidenta de la Comissió Legislativa d'Economia i novament representant de les dones parlamentàries a la UIP i entre 2005 i 2007 va ser presidenta de la Comissió Legislativa d'Exteriors i coordinadora de la campanya contra la violència domèstica a l'Assemblea Parlamentària del Consell d'Europa.
El 2 de desembre del 2007 encapçala la Llista electoral del Partit Socialdemòcrata per a les eleccions comunals, guanyant-les i esdevenint Cònsol Major d'Andorra la Vella.
L'any 2011 torna a presentar-se les eleccions comunals amb Coalició d'Independents per Andorra la Vella (Cd'I), nou partit fundat per ella mateixa, i menys de dos mesos després de la fundació del mateix guanya la resta de partits, convertint Andorra la Vella en l'única parròquia no governada per Demòcrates per Andorra.
El 22 de gener del 2015 decideix renunciar al càrrec de Cònsol Major d'Andorra la Vella per presentar-se a les Eleccions Generals andorranes del 2015 en coalició amb Demòcrates per Andorra, essent succeïda al Consolat per Jordi Ramón Minguillón Capdevila el 5 de febrer del 2015, que fins llavors havía ocupat el càrrec de Cònsol Menor.
Es presentà a les Eleccions al Consell General d'Andorra de 2015 en una candidatura conjunta entre Cd'I per Andorra la Vella i Demòcrates per Andorra, juntament amb Jordi Cinca i Mateos, i guanyà a la circumscripció parroquial un escó al Consell General, tornant-hi després d'11 anys i jurant càrrec el 23 de març del 2015.
L'1 d'abril del 2015, ocupa el càrrec de Ministra de Relacions Institucionals, Afers Socials i Ocupació del Principat d'Andorra. El 21 d'abril del mateix any, el Cap de Govern Antoni Martí Petit la nomena Ministra de Salut, Benestar i Ocupació del Principat d'Andorra, passant la cartera de Relacions Institucionals als serveis del mateix Cap de Govern.
El 15 de desembre del 2015, presentà a Antoni Martí Petit la seva dimissió irrevocable al front el ministeri, en conseqüència del pacte trencat entre Coalició d'Independents per Andorra la Vella i Demòcrates per Andorra respecte a les Eleccions Comunals de 2015 i pels resultats d'aquestes.
Des de 2015 exercí l'advocacia al Principat d'Andorra al seu propi bufet fins a la seva defunció el 10 de febrer del 2018 a causa d'un càncer al seu domicili a La Margineda (Andorra la Vella).

## Distincions honorífiques
Al llarg de la seva carrera política, Maria Rosa Ferrer Obiols rebé diversos honors i distincions, fruit de les relacions institucionals que ella promogué i de diversos mèrits personals i professionals: 
- Dama Gran Oficial de l'Orde de l'Infant Dom Henrique, concedida pel President de la República Portuguesa el 10 de juny del 2011.

- Dama de la Legió d'Honor, concedida pel President de la República Francesa i Copríncep d'Andorra el 24 de gener del 2013.

- Hoste Distingit del municipi de Morelia, Mèxic, el 17 de setembre del 2014.